# Calanda (město)
Calanda je španělské město ležící v Aragonii na soutoku řek Guadalope a Guadalopillo, 116 km jihovýchodně od Zaragozy. Žijí v něm necelé čtyři tisíce obyvatel.

## Historie
Podle vykopávek byla lokalita osídlena už v paleolitu, našly se také mozaiky z římských dob. Současné město bylo založeno roku 1360. Nacházejí se zde dva kostely, zasvěcené Panně Marii Pilarské a Panně Marii v naději, a bývalý kapucínský klášter, sloužící jako kulturní dům. Město produkuje olivy a olivový olej, víno, mandle a broskve odrůdy Melocotón de Calanda, která má chráněnou známku původu. Vyhlášená je i místní keramika.

## Kultura
V roce 1900 se v Calandě narodil filmový režisér Luis Buñuel. Ve městě se nachází jeho muzeum a pořádá se každoročně filmový festival.

## Zázrak z Calandy
Město je známé díky zázraku z Calandy. Místní mladík Miguel Pellicer přišel o nohu, kterou mu přejel žebřiňák. Usilovně se modlil k Panně Marii Pilarské a potíral si pahýl svěceným olejem, až se 29. března 1640 ráno probudil a zjistil, že mu noha znovu narostla. Případ byl zkoumán řadou odborníků, kteří potvrdili pravost zázraku. Král Filip IV. Španělský Pellicera osobně navštívil a políbil jeho zázračnou nohu. Italský novinář Vittorio Messori napsal knihu o calandském zázraku, v níž se vyznal, že díky němu konvertoval ke katolicismu.
Známým zvykem Calandy je bubnování na Velký pátek spojené s pašijovými hrami, kterého se účastní až tisíc bubeníků.